# April Ryan
April Ryan je hlavní hrdinka počítačové adventure hry The Longest Journey a jejího pokračování Dreamfall: The Longest Journey, kde však hlavní roli hraje Zoë Castillo. Je to fiktivní postava, vytvořená Ragnarem Tornquistem, členem vývojářského týmu společnosti Funcom. V obou hrách ji dabuje americká herečka Sarah Hamilton.

## Život April Ryan
April se v 18 letech přestěhovala z venkova do "Venice" (Benátek), části metropole zvané Newport v severní Americe. Zde pak navštěvovala uměleckou školu (VAVA), aby se z ní stala úspěšná malířka či ilustrátorka. Jako chudá studentka se ubytovala v tzv. Hraničním domě (Border house). V Benátkách si také našla několik přátel, především Charlieho a Emmu.
Poté, co se April začaly zdát "zvláštní sny", pomalu začínala její "Nejdelší cesta".